# Budești
Budești é uma cidade da Romênia com 9.596 habitantes, localizada no județ (distrito) de Călărași.